# 황금나침반 (YTN)
《황금나침반》는 대한민국 YTN 사이언스에서 토요일 오전 9시 20분에 방송되는 YTN 사이언스의 과학전문 교양 프로그램이다.

## 방송 시간
- 수요일 오전 11시~11시 30분(30분)
- 토요일 오후 4시~5시(1시간)

## 앵커

### 오전
- 문지현 아나운서(여)

### 오후
- 조진혁 아나운서(남)
- 조예진 아나운서(여)